# Văn hóa người hâm mộ ở Hàn Quốc
Tại Hàn Quốc, văn hóa người hâm mộ được hình thành trên quy mô lớn xung quanh các chủ đề về thần tượng K-pop và anime Nhật Bản. Cộng đồng những người hâm mộ này hậu thuẫn cho một thị trường rộng lớn những kỷ vật của fan hâm mộ cả chính thức lẫn không chính thức. Cộng đồng người hâm mộ ở Hàn Quốc hiện đã được nhìn nhận như một nền văn hóa chính thống chứ không còn là tiểu văn hóa nữa.

## Người hâm mộ K-pop
Văn hóa người hâm mộ chỉ đến hiện tượng những người tình nguyện lựa chọn một người nổi tiếng, một thiên anh hùng ca hay một thể loại cụ thể nào đó rồi cùng nhau tạo nên thứ văn hóa"hoan nghênh"đặc thù.
Văn hóa người hâm mộ của các thần tượng nhạc pop Hàn Quốc khởi đầu từ thập niên 1970 với các ca sĩ Nam Jin và Nahuna. Năm 1980, nam ca sĩ Cho Yong-pil xuất hiện trước công chúng khán giả, mở ra nền văn hóa fan girl (người hâm mộ nữ). Văn hóa người hâm mộ bắt đầu trở nên phổ biến trong suốt những năm đầu thập niên 1980 và tiếp tục phát triển nhanh chóng khi bước sang thập kỷ 1990 với sự nổi lên của Seo Taiji như một thần tượng tuổi teen. Cộng đồng fan nữ ngày càng nổi bật hơn trên các ấn phẩm báo chí sau khi nhóm Seo Taijiwa aideul rút lui khỏi giới giải trí vào cuối những năm 1990, và họ được mô tả là những thiếu nữ dành trọn cuộc sống hàng ngày chỉ để theo dõi, ngắm nhìn hay ngưỡng mộ một ngôi sao thần tượng.
Khoảng năm 2000, nhiều câu lạc bộ người hâm mộ (fan club) ra đời và nền văn hóa giới trẻ của Hàn Quốc đã trở thành một chủ đề trong nghiên cứu học thuật. Nhiều người Hàn Quốc truyền thống lên tiếng phản đối cái gọi là cộng đồng người hâm mộ đầy nhiệt huyết, và những nghiên cứu sớm nhất về chủ đề này đều mang tính tiêu cực. Lý do hợp lý cho sự phổ biến này đó là, văn hóa hâm mộ thần tượng là một thứ điên cuồng, mất trí của những người trẻ nổi loạn.
Thời gian đầu, các thần tượng K-pop được quảng bá với hành động và ngoại hình trong sáng. Bằng việc cấm xăm hình, đeo khuyên tai đối với các nam thần tượng và nói không với phong cách vũ đạo khiếm nhã, táo bạo. Hình ảnh các thần tượng là chuẩn hiện đại dành cho giới trẻ Hàn Quốc và đủ ngưỡng được người lớn ủng hộ.

### Cộng đồng người hâm mộ toàn cầu
Nhiều cộng đồng người hâm mộ K-pop nằm ở bên ngoài lãnh thổ Hàn Quốc như một phần của hiện tượng mang tên làn sóng Hallyu 2.0, đặc trưng với sự mở rộng của Làn sóng Hàn Quốc vươn ra thị trường toàn cầu, đặc biệt là phương Tây, cũng như phần lớn được quy cho sự phát triển và sử dụng các phương tiện truyền thông mạng xã hội của người hâm mộ lẫn người tiêu thụ sản phẩm K-pop. Do những cách trở về mặt địa lý nên những fan thuộc về cộng đồng người hâm mộ toàn cầu quay về mạng xã hội như một nền tảng để tiêu thụ nhạc K-pop cũng như là mạng lưới để kết nối với những fan hâm mộ khác nhằm tiến tới việc tổ chức các hoạt động, phân phối các sản phẩm của fan ví dụ như: các video nhảy cover, fan fic và đặt hàng theo nhóm để mua các sản phẩm âm nhạc K-pop.

## Người hâm mộ phim hoạt hình
Comic World Seoul là một lễ hội có quy mô lớn dành cho cộng đồng người hâm mộ phim hoạt hình và được xem là một trong những hội chợ anime lớn nhất thế giới. Một số fan hâm mộ tham gia cosplay (hóa trang) trước công chúng trong tạo hình các nhân vật ưa thích của họ. Các nghệ sĩ nghiệp dư có thể trưng bày tác phẩm của mình, và người tham dự có thể gặp gỡ những diễn viên và nghệ sĩ lồng tiếng. Một lượng lớn fan hâm mộ phim hoạt hình người Hàn Quốc là xuất phát từ phim hoạt hình Nhật Bản, bởi vì nhiều thể loại của nó đáp ứng được các sở thích đa dạng của người hâm mộ.